# Hoyemont
Hoyemont (qui se prononce Oimont) (en wallon : Hôyemont) est un hameau de la commune belge de Comblain-au-Pont située en Région wallonne dans la province de Liège. 
Avant la fusion des communes de 1977, Hoyemont faisait déjà partie de la commune de Comblain-au-Pont.

## Situation
Le hameau de Hoyemont se situe sur la partie supérieure du versant nord de la vallée du Boé entre les villages d'Oneux et d'Awan (Aywaille). Il domine le château de Fanson (Xhoris) et son domaine boisé. 
La localité se trouve sur un tige (ligne de crête) du Condroz marquant la limite sud de cette région et le début de la Famenne schisteuse. Elle se situe aussi au sommet de la redoutable côte d'Oneux. C'est le point culminant de la commune de Comblain-au-Pont (altitude de 299 m).

## Description
Le noyau ancien du hameau est caractérisé par un bel ensemble de maisons et fermettes en grès provenant des carrières de la région. 
Située en face d'un petit étang, la chapelle dédiée à Notre-Dame de Banneux, Vierge des Pauvres a été construite en 1950. Elle n'est plus utilisée pour des services religieux depuis la fin des années 1980. Une belle croix en fer se dresse à l'ombre d'un tilleul à la sortie du hameau en direction d'Oneux.
Venant d'Oneux, le sentier de grande randonnée 571 traverse  le village en direction de Chambralles.